# Yanga
Yanga és un municipi de l'estat de Veracruz. Yanga és el cap de municipi i principal centre de població d'aquesta municipalitat. Aquest municipi és a la part sud de l'estat de Veracruz. Limita al nord amb el municipi de Veracruz, al sud amb Soledad Doblado, a l'oest amb l'estat d'Hidalgo i a l'est amb Temapache.